# Codringtonia eucineta
Codringtonia eucineta – gatunek płucodysznego ślimaka lądowego z rodziny ślimakowatych (Helicidae), występujący endemicznie w Grecji, od południa półwyspu Peloponez do Eurytanii, do wysokości 1800 m n.p.m. Obszar występowania to ok. 250 × 30 km. 
Muszla o wymiarach 19–35 × 33–55 mm z szerokimi, promienistymi, brązowymi pasmami.